# بخش‌های دپارتمان ایزر
بخش‌های دپارتمان ایزر (انگلیسی: Arrondissements of the Isère department) شامل ۳ بخش به شرح زیر است:
1. بخش گرونوبل با ۲۶۷ کمون (فرانسه) و جمعیت ۷۵۵ هزار نفر در سال ۲۰۱۳ می‌باشد.
2. بخش لتور-دو-پن با ۱۳۷ کمون (فرانسه) و جمعیت ۲۶۷ هزار نفر در سال ۲۰۱۳ می‌باشد.
3. بخش وین با ۱۱۷ کمون (فرانسه) و جمعیت ۲۱۲ هزار نفر در سال ۲۰۱۳ می‌باشد.